# مجموعة الجيوش جنوب أوكرانيا
مجموعة الجيوش جنوب أوكرانيا ( (بالألمانية: Heeresgruppe Südukraine)‏ كانت مجموعة من الجيش الألماني على الجبهة الشرقية خلال الحرب العالمية الثانية.
تم إنشاء مجموعة الجيوش جنوب أوكرانيا في 5 أبريل 1944 من خلال إعادة تسمية مجموعة الجيوش أ.  شهدت هذه المجموعة العسكرية نشاطًا أثناء عملية ياش-كيشيناو وتمت إعادة تشكيل مجموعة الجيوش الجنوبية بعد تلقيها خسائر فادحة ( هيريسغروب سود ) في 23 سبتمبر 1944. 

## وسام المعركة ، يونيو 1944
- الجيش السادس - الجنرال دير أرتيليري ماكسيميليان فريتر بيكو
- الجيش الثامن - الجنرال دير إينفانتيري أوتو فولر
- الجيش الروماني الثالث
- الجيش الروماني الرابع

## القادة
|  | {{{officeholder}}} |
|  | {{{officeholder}}} |

## قائمة المراجع

### اقتباسات
1. 1 2  Ziemke 2002.